# Leones de Saltillo FC
Leones de Saltillo FC ist ein Fußballverein aus Saltillo, der Hauptstadt des mexikanischen Bundesstaates Coahuila. 

## Geschichte
Der Verein entstand 1990 durch den Verkauf der Zweitliga-Lizenz der erst wenige Jahre zuvor wiederbelebten Jabatos de Nuevo León. Die Leones verbrachten jedoch nur eine Spielzeit in der damals noch zweitklassigen Segunda División und stiegen am Ende der Saison 1990/91 in die drittklassige Segunda División 'B' ab.
Mittlerweile spielt der Verein in der viertklassigen Tercera División. Es besteht eine Kooperation mit dem Erstligisten UANL Tigres.